# Крученозубка гострокінцева
Крученозубка гострокінцева (Tortula mucronifolia) — вид мохів порядку потіальних (Pottiales).

## Поширення
Батьківщиною є Європа, Північна Америка, Азія.
Населяє ґрунт, вапняний ґрунт, мул, камінь, скелі, стіни; від низьких до високих (–2700 метрів).

## Характеристика
Листки від подовжено-ланцетних до оберненояйцеподібних або довгоеліптичних, на верхівці округло-гострі, краї загнуті біля основи чи трохи вище, не облямовані чи облямовані при основі 3–5 рядами товстіших клітин. Вид автоіктичний. Коробочкові ніжки 1–2 см. Коробочка циліндрична, прямовисна і майже пряма, урноподібна, 3–6 мм. Спори 12–18 мкм, кулясті й дрібно-сосочкові. Коробочки зрілі влітку.